# Šaami-Jurt
Šaami-Jurt (čečensky ШаӀми-Юрт, Šaomi-Jurt, rusky Шаами-Юрт) je sídlo v okresu Ačchoj-Martan v západní části Čečenska.

## Geografie
Šaomi-Jurt leží na pravém břehu řeky Assa (přítoku Sunži) severovýchodně od okresního sídla Ačchoj-Martan a 30 km od hlavního města Groznyj. Sídlem prochází dálková silnice Р217 zvaná Kavkaz.
Na severozápadě sousedí s vesnicí Samaš, známé sérií masakrů civilního obyvatelstva. Na jihozápadě sousedí se sídlem Katyr-Jurt, kde došlo k dalšímu masakru civilistů.

## Historie

### Masakr v Šaami-Jurt
Dne 29. října 1999 zde došlo k masakru Masakr na silnici Baku – Rostov, kde dvě nízkoletící letadla prováděla opakované raketové útoky na velký konvoj uprchlíků pokoušejících se použít "bezpečné únikové cesty" do sousedního Ingušska.